# Нуклон (космічний комплекс)
Космічний комплекс «Нуклон» — космічний комплекс, що розроблюється на замовлення Роскосмоса промисловістю Росії з метою дослідження Місяця.
Головним розробником є КБ «Арсенал».

## Конструкція
До складу космічного комплексу «Нуклон» входять:
- Орбітальний комплекс, що складається з двох модулів:
  - Транспортно-енергетичний модуль (ТЕМ);
  - Модуль корисного навантаження (МКН);
- Технічний комплекс на космодромі «Восточний»;
- Наземний комплекс управління;
- Спеціальні засоби транспортування.

Відмінна особливість проєкту — використання в якості джерела енергії ядерної енергетичної установки мегаватного класу.
До складу ТЕМ входять енергоблок з реакторною установкою, іонні двигуни підвищеної потужностіі, розсувні ферми, стикувальний вузол, сонячні батареї, холодильник-випромінювач.
Загальна маса комплекса «Нуклон» не повинна перевищувати 55 тонн (ТЕМ не більше 35 т і МКН (з урахуванням маси робочого тіла) не більше 20 т).
Ядерна енергетична установка (ЯЕУ) у складі ТЕМ повинна забезпечувати генерацію електроенергії з електричною потужністю 500 кВт, з яких до 450 кВт будуть споживатися МКН.

## Особливості застосування
Програма формування орбітального комплексу передбачає, як мінімум, 2 запуски з космодрому «Восточний»:
- Перший запуск ракети-носія (РН) «Ангара-А5В» із заявленою вантажопідйомністю 37,5 т виведе ТЕМ масою 35 т на радіаційно-безпечну орбіту, висотою не менше 900 км і нахилом 51,7°. Параметри початкової орбіти будуть уточнені на етапі розробки аванпроєкта.

- Другий запуск РН Ангара-А5 із заявленою вантажопідйомністю близько 25 т доставить на цю ж орбіту МКН.

Після стиковки МКН з ТЕМ утворений орбітальний комплекс за допомогою іонних двигунів має вийти на орбіту Місяця для проведення досліджень.

## Розробка
10 грудня 2020 року між Роскосмосом і КБ «Арсенал» був підписаний контракт на розробку аванпроєкта ТЕМ. Термін виконання контракта — 28 липня 2024 року. Ціна контракта на розробку аванпроєкта становить 4,174 млрд руб.
Технічне завдання на аванпроєкт передбачає:
- польотне експериментальне відпрацювання ТЕМ,
- міжорбітальне транспортування і енергетичне забезпечення МКН (модуль корисного навантаження),
- виконання наукових досліджень Місяця.